# Fenglin (sockenhuvudort i Kina, Shandong Sheng, lat 37,41, long 122,17)
Fenglin (kinesiska: 凤林, 凤林街道) är en sockenhuvudort i Kina. Den ligger i provinsen Shandong, i den östra delen av landet, omkring 470 kilometer öster om provinshuvudstaden Jinan. Antalet invånare är 51 857. Befolkningen består av 26 876 kvinnor och 24 981 män. Barn under 15 år utgör 13,0 %, vuxna 15-64 år 83 %, och äldre över 65 år 3,0 %.
Runt Fenglin är det tätbefolkat, med 411 invånare per kvadratkilometer. Närmaste större samhälle är Weihai, 11,8 km norr om Fenglin. Trakten runt Fenglin består till största delen av jordbruksmark.
Genomsnittlig årsnederbörd är 717 millimeter. Den regnigaste månaden är juli, med i genomsnitt 210 mm nederbörd, och den torraste är januari, med 14 mm nederbörd.